# کارولتون، شهرستان هنکاک، ایندیانا
کارولتون (به انگلیسی: Carrollton) یک منطقهٔ مسکونی در ایالات متحده آمریکا است که در شهرستان هنکاک، ایندیانا واقع شده‌است. کارولتون ۲۵۵٫۱۲ متر بالاتر از سطح دریا واقع شده‌است.